# Cordillera Central Iraní
La cordillera Central iraní es una cadena montañosa de roca ígnea y piroclástica tanto extrusivas como intrusivas. Corre paralela a los montes Zagros por el este y se extiende en dirección noroeste-sureste desde el monte Sahand en Azerbaiyán al Bazmán en Beluchistán, en el sureste de Irán. Se formó principalmente durante la fase volcánica y orogénica del Terciario, fundamentalmente en el Eoceno. Abarca diversas montañas famosas como la de Sahand en la Provincia de Azerbaiyán Oriental; el monte Karkas en la sierra homónima y el Marshenán en la Provincia de Isfahán; el Yebel Barez, el monte Hezar y el Lalehzar en la de Kermán; y el Bazmán en la iraní de Provincia de Sistán y Baluchistán.